# 丘基夫
48°53′39″N 28°53′2″E / 48.89417°N 28.88389°E
丘基夫（烏克蘭語：Чуків），是烏克蘭西南部的村莊，隸屬文尼察州的文尼察區。該村面積2.74平方公里，海拔高度254米，2001年人口877，人口密度每平方公里320.54人。